# Juan Pedro Gutiérrez
Juan Pedro Gutiérrez Lanas (9 de Julio, Buenos Aires; 10 de octubre de 1983) es un exjugador de baloncesto argentino. Su último equipo fue Obras Basket de la Liga Nacional.
Fue jugador internacional con la selección argentina en numerosas ocasiones y consiguió medallas en varios torneos, entre las que destaca la medalla de bronce en los Juegos Olímpicos de Pekín. Además junto a la selección argentina ganó la medalla de oro en el torneo oficial FIBA Diamond Ball 2008. Fue parte de la camada de jugadores argentinos pertenecientes a la que se denominó La Generación Dorada.
En 2016 anunció su retiro, alegando problemas en la cadera, la cual ya se le había lesionado y le impidió terminar la temporada. Retornó al baloncesto competitivo en 2022 como parte de Bahía Basket, equipo enrolado en la Asociación Bahiense de Básquetbol, el equivalente a la cuarta categoría del baloncesto argentino federado.

## Trayectoria deportiva
| Equipo       | Liga           | Temporadas |
| ------------ | -------------- | ---------- |
| Obras Basket | LNB            | 2001-02    |
| Obras Basket | LNB            | 2002-03    |
| Obras Basket | LNB            | 2003-04    |
| CB Granada   | Liga EBA y LEB | 2004       |
| CB Granada   | Liga ACB       | 2004-05    |
| CB Granada   | Liga ACB       | 2005-06    |
| CB Granada   | Liga ACB       | 2006-07    |
| CB Granada   | Liga ACB       | 2007-08    |
| CB Granada   | Liga ACB       | 2008-09    |
| CB Granada   | Liga ACB       | 2009-10    |
| Obras Basket | LNB            | 2010-11    |
| Obras Basket | LNB            | 2011-12    |
| Obras Basket | LNB            | 2012-13    |
| CB Canarias  | Liga ACB       | 2013-14    |
| Obras Basket | LNB            | 2014-15    |
| Obras Basket | LNB            | 2015-16    |
| Bahía Basket | ABB            | 2022       |

## Palmarés

### Clubes
- 2003-04 Subcampeón de la Liga LEB con el CB Granada.
- 2004 Campeón de la Copa de Andalucía con el CB Granada.
- 2005 Subcampeón de la Supercopa ACB con el CB Granada.
- 2006 Campeón de la Copa de Andalucía con el CB Granada.
- 2011 Campeón del Torneo Interligas con Obras Basket.
- 2012 Campeón de la Liga Sudamericana de Básquet con Obras Basket.

### Selección nacional
- 2004 Medalla de Oro en el Campeonato Sudamericano de Campos
- 2005 Medalla de Plata en el Torneo de las Américas de Santo Domingo
- 2007 Medalla de Plata en el Torneo de Las Américas de Las Vegas.
- 2008 Medalla de Oro en el Torneo Sudamericano de Básquetbol de 2008
- 2008 Medalla de Oro en el FIBA Diamond Ball 2008
- 2008 Medalla de Bronce en los Juegos Olímpicos de Pekín.
- 2011 Medalla de Oro en el Torneo de las Américas de 2011
- 2012 Medalla de Oro en el Campeonato Sudamericano de Resistencia, Chaco.

## Distinciones individuales
- Elegido Revelación de la Liga Nacional 2002-03.
- Elegido Jugador Más Valioso de la Liga Nacional en las temporadas 2010-11 y 2011-12.
- Elegido en el quinteto ideal de la Liga Nacional en las temporadas 2010-11 y 2011-12.
- Elegido como Mejor Jugador Nacional de la Liga en las temporadas 2010-11 y 2011-12.
- Participante del juego de las Estrellas en las ediciones 2011 y 2012.
- Mejor jugador de la Liga Sudamericana 2012.